# Serguei Mujin
Serguei Mujin (28 de octubre de 1950) es un jinete soviético que compitió en la modalidad de concurso completo. Ganó una medalla de plata en el Campeonato Europeo de Concurso Completo de 1971.

## Palmarés internacional
| Campeonato Europeo | Campeonato Europeo     | Campeonato Europeo | Campeonato Europeo |
| Año                | Lugar                  | Medalla            | Categoría          |
| ------------------ | ---------------------- | ------------------ | ------------------ |
| 1971               | Burghley (Reino Unido) | Medalla de plata   | Por equipos        |